# Alligator (película)
Alligator (titulada Terror bajo la ciudad en México, El cocodrilo mortal en Colombia y Venezuela y La bestia bajo el asfalto en España) es una película estadounidense de 1980 dirigida por Lewis Teague.

## Sinopsis
Un cocodrilo gigante ataca Chicago. Todo comienza cuando una cría de cocodrilo va a parar el sistema de alcantarillado de la ciudad tras ser arrojada a un inodoro. A lo largo de los 12 años siguientes irá creciendo en ese entorno hasta que una compañía química decide deshacerse de unas hormonas del crecimiento con las que había estado experimentando.